# Házassággal kezdődik
A Házassággal kezdődik 1943-ban bemutatott fekete-fehér magyar vígjáték Muráti Lili, Hajmássy Miklós és Rajnai Gábor főszereplésével.

## Cselekmény
A film tényleg házassággal kezdődik. Az ifjú pár, a szegény Péter, és a gazdag, ám rendkívül makacs és akaratos Lili nagyon szeretik egymást, de már a nászútra való csomagolásnál összevesznek. Az utolsó cseppet a pohárban az jelenti, hogy ki vezesse az autót. Egyikük sem mond le erről, ezért a férj otthon marad, a nő, aki még mindig halálosan szerelmes a férjébe, a korábbi kérőjével elmegy „nászútra". Terve az, hogy maga után csalja a férjét.
E célból először nekivezeti autóját egy távíróoszlopnak. Neki semmi baja sem lesz, de utastársa, Alfréd, megsérül. Mindkettejüket kórházba szállítják, és odahívják Lili apját, Gáspárt. Alfréd elmondja az igazat az orvosoknak, ennek ellenére nem dobják ki Lilit a kórházból (a hozzátartozókkal akarják hazavitetni), aki időközben saját magát kötözi be. Kénytelen apjának is elárulni az igazságot, akivel odahívatja a férjét azzal, hogy haldoklik. Péter ennek engedve elmegy, de ott az orvosoktól megtudja, hogy feleségének semmi baja. Bosszúból elmondja egy rendőrnek, hogy felesége szándékosan döntötte ki a távíróoszlopot.
Lili kapva kap az alkalmon, és rábeszéli a rendőrt, hogy vigye be az őrszobára, majd öngyilkossággal fenyegetőzve kikényszeríti, hogy adjanak neki magánzárkát (majdnem fürdőt is készíttet magának a börtönőrrel).
Férje, hogy megleckéztesse, elmegyógyintézetbe viteti Lilit. Ott az elmeorvos megvizsgálja, és megállapítja, hogy épp ideje volt, hogy behozták, mert őrült.
Azonban a törvény kimondja, hogy őrülttől nem lehet elválni, Péter pedig ezt akarja, és Alfréd is, ő ugyanis el akarja venni feleségül Lilit.
Lili tudomást szerez erről, ezért a második vizsgálaton direkt bolondnak tetteti magát.
Amikor férje ezért az elmegyógyintézeti „lakosztályában" kérdőre vonja, ott elmondja neki, hogy halálosan szereti őt. Péter megbocsát neki, és így ami házassággal kezdődik, boldogsággal végződik.

## Szereplők
- Muráti Lili – Lili
- Hajmássy Miklós – Péter
- Rajnai Gábor – Gáspár (Lili édesapja)
- Bilicsi Tivadar – Alfréd
- Balázs Samu – idegorvos
- Déry Sári – Vilma, színésznő, Gáspár szerelme

További szereplők: Alszeghy Lajos, Balázs Samu, Bognár Elek, Borkai József, Dinnyési Juliska, Falussy István, Fáykiss Dóra, Harasztos Gusztáv, Id. Szabó Gyula, Ignáth Gyula, Kelemen Lajos, Lódeczy Antal, Magyary Tibor, Makláry János, Morányi Lili, Orbán Viola, Pataky Miklós, Sándor István, Sitkey Irén, Szabó Ferenc, Szentiványi Béla, T. Szabó László, Toronyi Imre